# Julian II (syryjsko-prawosławny patriarcha Antiochii)
Julian II (ur. ?, zm. 708) – w latach 686–708 46. syryjsko-prawosławny Patriarcha Antiochii. 